# الخط الزمني لتاريخ التمريض

## قبل القرن السادس عشر

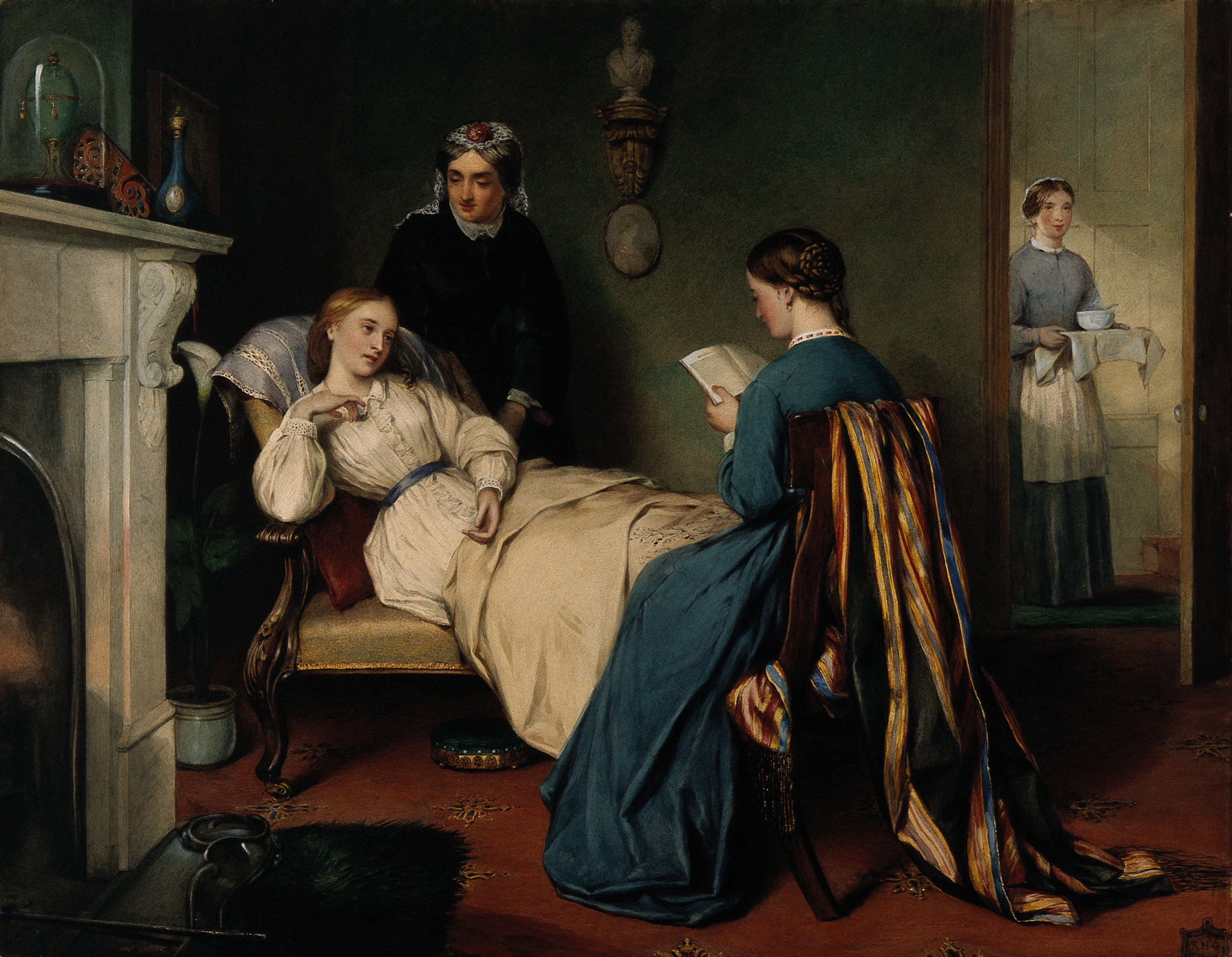
فتاة تقرأ إلى مريضة في فترة النقاهة بينما تجلب الممرضة لها الدواء.

1-500 م (تقريبا) - اهتمت الرعاية التمريضية بالاحتياجات الملحة للأشخاص والأسر. المنظمات الدينية هي من كانت تقدم الرعاية.
55 م - كانت فيبي الممرضة المسيحية الأولى للتاريخ التمريضي والشماسة الأكثر ملاحظة.
300 - دخول المرأة المسيحية في التمريض. 
390 م - تم تأسيس أول مستشفى عام في روما من قبل القديس فابيولا.
620 م - أصبحت رفيدة بنت سعد أول ممرضة إسلامية.

## القرن السادس عشر
1517 الإصلاح البروتستانتي - أدى انهيار الأوامر الدينية إلى إغلاق الأديرة[ ؟ ] والمستشفيات ومرافق الرعاية التمريضية في معظم المناطق البروتستانتية.

## القرن السابع عشر
1618-1648 - حرب الثلاثين عاما - الحروب الكاثوليكية والبروتستانتية هزت أوروبا، مما أسفر عن مقتل 8 ملايين إنسان.
1633 - تأسيس بنات الخيرية في سانت فنسنت دي بول، خدم الفقراء المرضى من قبل فينسنت دي بول ولويز دي ماريلاك. 
المجتمع لن يبقى في الدير، ولكن سوف يمرض الفقراء في منازلهم، «ليس لديهم دير ولكن منازل المرضى، وزنزانتهم عبارة عن غرفة مأجورة، كنيسة خاصة بهم كنيسة الرعية، ضميمة شوارع المدينة أو أجنحة من المستشفى».
1645 - أنشأت الممرضة الفرنسية جين مانس فندق ديو دي مونتريال، أول مستشفى في أمريكا الشمالية.
1654 و1656 - اهتمت راهبات الخير بالجرحى في ساحات المعركة في سيدان وأراس في فرنسا.
1660 - أكثر من 40 منزلا من أخوات الخيرية موجود في فرنسا.
 في بلدان أخرى؛ تم مساعدة الفقراء المرضى في منازلهم الخاصة في 26 أبرشية في باريس.

## القرن الثامن عشر
اعتبر القرن الثامن عشر عصر العقل. الكثير من الأساطير تناقضها الحقيقة العلمية.

## القرن التاسع عشر

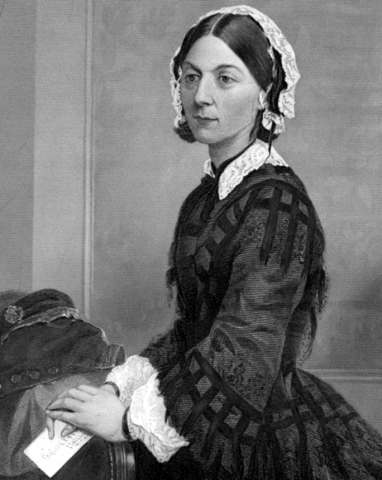
فلورنس نايتينجيل (1820-1910)

### 1819-1810
1811 - إعادة افتتاح مستشفى سيدني (التي تأسست عام 1788 كمستشفى خيمة). قام الرجال والنساء المدانين بالتمريض.

### العشرينيات
1820 - فتح العبد السابق جين مينور مستشفى في بطرسبرج، فيرجينيا.
1820 - فلورنس نايتنجيل (1820-1910) ولد في فيلا لا كولومبيا في فلورنسا (12 مايو).

### الثلاثينيات
1838 - وصلت أول ممرضات مدربات إلى سيدني، وكُنٌَ خمس أخوات إيرلنديات تابعات للجمعيات الخيرية.
1839 - جمعية التمريض في فيلادلفيا (إن إس بي).

### الأربعينيات
1840 - اعتبرت نيوزيلندا كمستعمرة وتم إنشاء مستشفيات حكومية.
1841 - يعتبر الأشخاص الذين يعتبرون مرضى عقليين مجرمين. تم تسجيل أول حالة جنون في مجتمع نيوزيلندا في عام 1841
1844 - تشهد دوروثيا ديكس على السلطة التشريعية في ولاية نيو جيرسي بشأن سوء معاملة الدولة للمرضى الذين يعانون من مرض عقلي.
1847 - تم إنشاء مستشفى ولينغتون، وهو أول مستشفى نيوزيلندي.
1848 - فتحت يارا بيند اللجوء بحيث يمكن نقل المرضى عقليا من السجن. عرف هذا اللجوء لاحقا باسم ملبورن.

### الخمسينيات

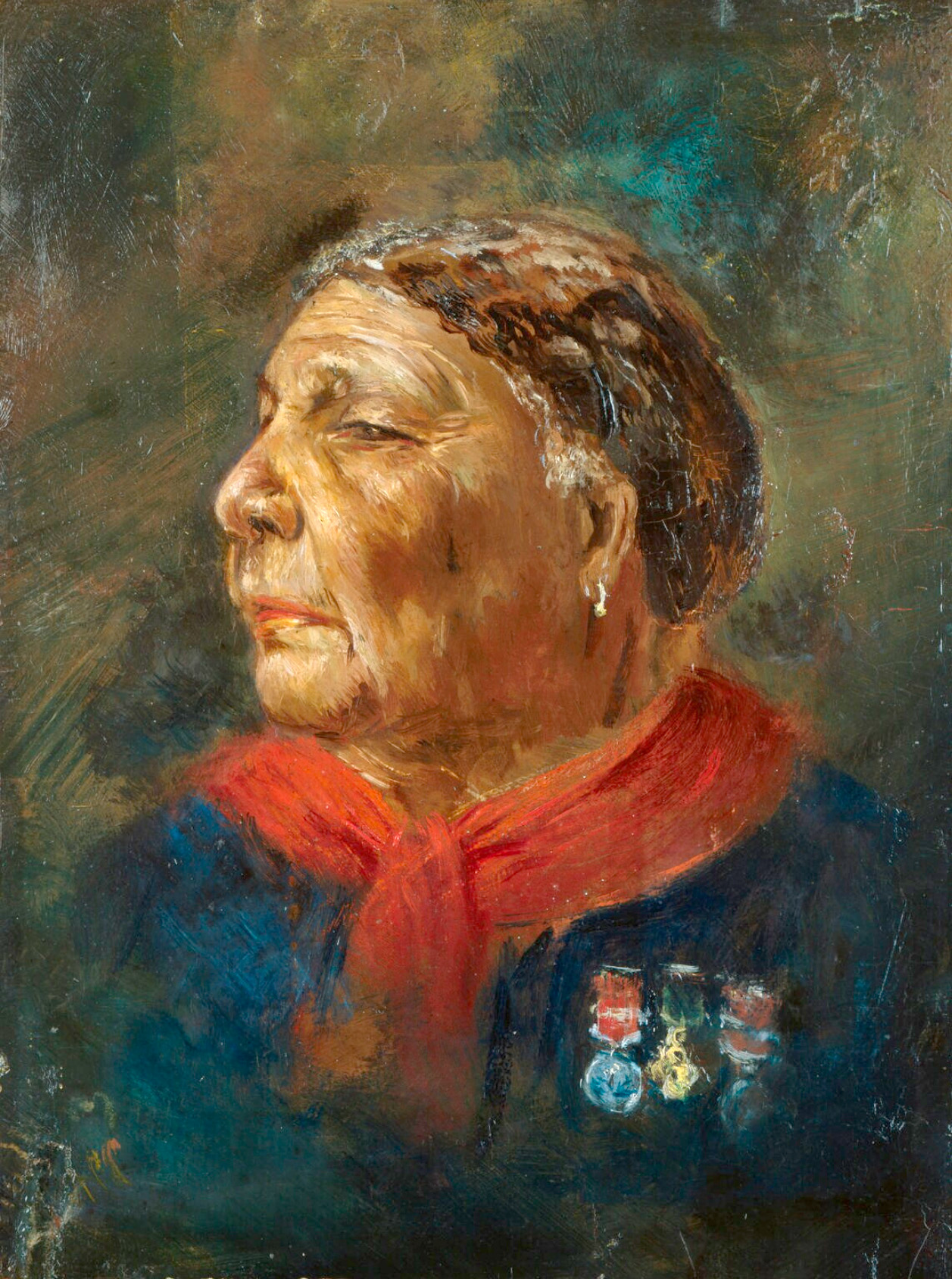
ماري سيكول

1850 - تم فتح مدرسة تعليمية للممرضين من قبل برنامج التمريض الوطني.
1850 - بدأت فلورنس نايتنجيل، رائدة التمريض الحديث، تدريبها كممرضة في معهد سانت فنسنت دي بول في الإسكندرية، مصر.
1851 - أكملت فلورنس نايتنغيل تدريبها التمريضي في كايسيرويرث، ألمانيا، وهي جماعة دينية بروتستانتية مع منشأة في المستشفى. كانت هناك لمدة 3 أشهر تقريبا، وفي النهاية، أعلن معلموها أنها مدربة كممرضة.
1853 - حرب القرم.
1853 - ذهبت فلورنس نايتينغيل إلى باريس للدراسة مع راهبات الجمعية الخيرية، وعين في وقت لاحق مشرفا للمستشفيات العامة الإنجليزية في تركيا.
1854 - افتتح أول ملجأ لجوء في ولينغتون، نيوزيلندا.
1854 - عين فلورانس نايتنجيل منصب المشرف على طاقم التمريض.
1854 - أرسلت فلورنسا نايتنجيل و38 ممرضة متطوعين إلى تركيا في 21 أكتوبر للمساعدة في رعاية المصابين من حرب القرم.
1854 - في رسالة مكتوبة في 15 نوفمبر 1854، إلى الدكتور بومان، فلورنس نايتينغال يعطي إحصاءات محددة:
يوم الخميس الماضي [إينوف 8] كان لدينا 1715 مريضا وجرحى في هذا المستشفى (من بينهم 120 مريضا بالكوليرا) و650 إصابة خطيرة في... المستشفى العام... عندما جاءت رسالة إلى للإعداد المسبق ل 510 جريحا....(Seymer 1932)
- (سيمر 1932)
1855 - يغادر ماري سيكول لندن في 31 يناير لإنشاء «فندق بريطاني» في بالاكلافا في شبه جزيرة القرم.
1856 - تم منح بيدي ماسون حريتها والانتقال إلى لوس أنجلوس.هي تعمل كممرضة وقابلة وتصبح سيدة أعمال ناجحة.
1856- أنشئت ملبورن التي تقع في مستشفى للأمراض الغريبة للنساء والأطفال.
1856 - تأسست مؤسسة خيرية تعرف باسم صندوق نايتنغيل للتمريض في بريطانيا، للاحتفال بعمل نايتينغال في حرب القرم.
1856 - إنشاء مستشفى ملبورن للكذب ومستشفى الأمراض الخاصة بالنساء والأطفال.
1857 - يخلق إلين رانيارد أول مجموعة من الأخصائيين الاجتماعيين المدفوعي الأجر في إنجلترا ورائدة في أول برنامج تمريض في لندن.
1857 - افتتحت راهبات الخيرية أول مستشفى في سانت فنسنت في نقطة بوتس في سيدني، أستراليا. اليوم، توفر مستشفيات سانت فنسنت نسبة كبيرة من خدمات الصحة العامة.
1859 - نشرت فلورنس نايتنجيل وجهات نظرها حول الرعاية التمريضية في «ملاحظات على التمريض». استند أساس ممارسة التمريض على أفكارها من هذا.

### الستينيات
1860 - في مايو 1860 ظهرت إعلانات تحث الممرضات الشابات على التدريب، ولكن الردود لم تكن ساحقة؛ ومع ذلك، في يوليو 1860 دخلت 15 مختطفين اختارهم مدرسة العندليب التدريبية، ونمط التمريض الحديث جاء إلى حيز الوجود.
1860 - فلورنس نايتنجيل تنشر «ملاحظة عن التمريض: ما هو عليه وما هو ليس».
1860 - Crisp et al. 2011كريسب إت آل. 2011 أعلنت الدولة أن مدرسة العندليب لتدريب الممرضات في إنجلترا في مستشفى سانت توماس، في لندن تأسست في هذا الوقت.
1860-1883 - عندما هاجرت 000 16 امرأة عازبة إلى نيوزيلندا، حددت 582 مهنتهن كممرضة (بما في ذلك ممرضة شهرية، ممرضة مريضة، ممرضة مدربة، ممرضة، قابلة، ممرضة مستشفى أو ممرضة مهنية).
1861 - تفتح سالي لويزا تومكينز مستشفى للجنود الكونفدراليين في يوليو. هي في وقت لاحق ضابط في الجيش، المرأة الوحيدة التي تحصل على هذا الشرف.
1861-1865 - الحرب الأهلية الأمريكية، فيلق ممرضات الجيش الأمريكي.
1863 - تم تأسيس الصليب الأحمر[ ؟ ] الدولي في جنيف بسويسرا، من قبل خمسة أفراد.
1865 - ماري تاتترسال، ممرضة خدمت في حرب القرم وصلت كانت أول مستشفى ماتارو.
1867 - تنشر جين كوري بليكي هوج مذكراتها للتمريض في جيش الاتحاد، الفتيان في الفيلق الأزرق.
1868 - وصلت لوسي أوسبورن وممرضاتها الأربعة في مستشفى سيدني (مستشفى سيدني لاحقا).:4
1868 - طلب السير هنري باركيس من نايتينغيل توفير ممرضات مدربات لنيو ساوث ويلز.:4
1868 - بدأت كاثينكا غولدبيرغ، التي تدربت كشمير في كايزرسويرث، أول مدرسة للتمريض في النرويج في معهد الشماس في كريستيانيا وأصبحت أول مدير لها.:148

### السبعينيات
1870 - كان لدى نيوزيلندا 37 مستشفى نتيجة الزيادة السكانية في الذروة الذهبية.:4
1871 - المارون المدرب العنداء المعين في مستشفى ألفريد، ملبورن.
1872-1873 - تم إنشاء برامج رسمية للتدريب على التمريض، وإنشاء التعليم الرسمي.
1873 - خريجات ليندا ريتشاردز من مستشفى نيو إنجلاند لتدريب النساء والأطفال على الممرضات، وأصبحت رسميا ممرضة أمريكا الأولى المدربة.
1873 - أول مدرسة تمريض في الولايات المتحدة، استنادا إلى مبادئ التمريض فلورنس نايتنغيل، يفتح في مستشفى بيليفو، مدينة نيويورك.
1876 - المصطلح الياباني (كانغوف أو ممرضة) يستخدم لأول مرة.
1879 - ماري إليزا ماهوني خريجات من مستشفى نيو إنغلاند للنساء والأطفال تدريب مدرسة الممرضات وتصبح أول ممرضة مهنية سوداء في الولايات المتحدة.
1874 - مجموعة الراهبات الانجليكانية تصل إلى جنوب أفريقيا (بلومفونتين) للعمل كممرضات. من بينهم الأب هنريتا ستوكديل الذي بدأ أول تدريب للممرضين في أفريقيا.

### الثمانينيات

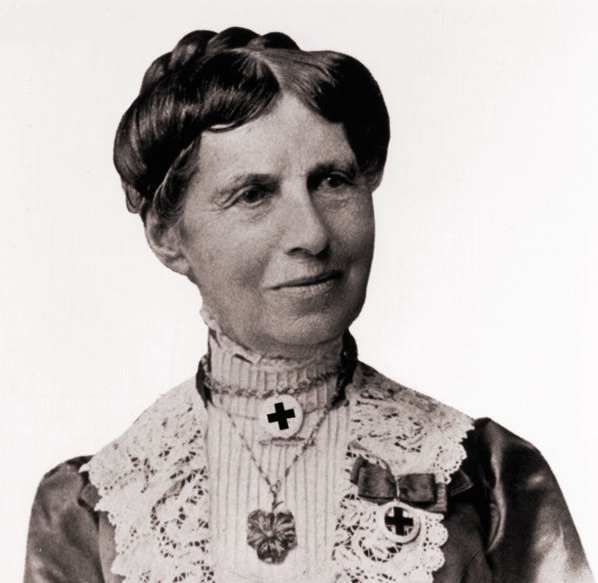
كلارا بارتون

1881 - أصبحت كلارا بارتون أول رئيس للصليب الأحمر الأمريكي الذي أسسته.
1881 - إنشاء أول مدرسة تمريض برتغالية في كويمبرا، البرتغال.
1884 - ماري أغنيس سنيفيلي، أول ممرضة في أونتاريو تدرب وفقا لمبادئ فلورنس نايتنغيل، تتولى منصب مدير مكتب كلية التمريض في مستشفى تورونتو العام.
1885 - بعد قانون المستشفيات والمساعدات الخيرية، تحسنت الظروف (ماكدونالد، 1990).
1885 - تأسس أول معهد لتدريب الممرضات في اليابان، بفضل العمل الرائد لليندا ريتشاردز.
1886 - تم تأسيس أول مدرسة تدريب عادية في الهند في بومباي، بتمويل من الحاكم العام.:144
1886 - نشرت النايتنجيل، أول مجلة تمريض أمريكية.
1886 - قامت مدرسة سبيلمان الابتدائية بإنشاء أول برنامج تمريض خصيصا للأمريكيين من أصل أفريقي.
1888 - المجلة الشهرية «الممرضة المدربة» تبدأ النشر في بوفالو، نيويورك.

### التسعينيات
1890 - الممرضة الإنجليزية كيت مارسدن، مؤسس نقابة سانت فرانسيس لجذام، تسافر إلى ياكوتيا، سيبيريا بحثا عن عشب سمعته طيبة لعلاج الجذام.
1891 - مستعمرة كيب تضع أول تسجيل تمريض في الإمبراطورية البريطانية.:144
1891 - بدأت جامعة هامبتون كمدرسة هامبتون لتدريب الممرضات بالتزامن مع مستشفى كينغس تشابيل للأولاد الملونين والهنود ودير مي إنفيرماري. بدأت هذه المدرسة في حرم معهد هامبتون في ستراوبيري بانكس في ما هو الآن مدينة هامبتون، فيرجينيا. في هذا الحرم الجامعي يجلس بلوط التحرر، موقع القراءة الأول لإعلان التحرر في الجنوب. كان أليس بيكون فعال في بدء مدرسة هامبتون للتدريب للممرضات. كانت المدرسة تسمى عادة مستشفى ديكسي، والمعروف الآن باسم سينتارا هامبتون كاريبلكس، وكان أول خريج لها آنا ديكوستا البنوك. إلنورا دانيال، أول ممرضة سوداء للعمل كرئيس لجامعة [ ولاية شيكاغو] كان عميد كلية هامبتون للجامعة للتمريض في الثمانينيات.
1882 - أرسل مفتش المستشفيات في نيوزيلندا لممرضات نايتنغيل من بريطانيا.:5
1891 - دانيال هيل وليامز أسس مستشفى بروفيدنت في شيكاغو، إلينوي، أول مستشفى بين الأعراق ومدرسة تدريب للممرضين السود والمتدربين.
1893 - بدأ ليليان والد، مؤسس دائرة الممرضات الزائرين في نيويورك في الولايات المتحدة، تعليم طبقة منزلية في التمريض لنساء الجانب الشرقي السفلى (نيويورك) بعد وقت محاول في دار للأيتام حيث تعرض الأطفال لسوء المعاملة.
1893 - تعهد العندليب، تتألف من ليسترا غريتر، يستخدم لأول مرة من قبل فئة تخرجه في مستشفى هاربر القديم في ديترويت، ميشيغان في الربيع.
1893 - بدأت إلين دوغيرتي (في وقت لاحق نيوزيلندا وأول ممرضة مسجلة في العالم) العمل كمرشد لمستشفى شمال بالمرستون.
1897 - تعقد جمعية الممرضات الأميركية أول اجتماع لها في فبراير / شباط بصفتهم «الممرضات المصاحبة للممرضات المدربات من الولايات المتحدة وكندا».
1897 - أصبحت جين ديلانو المشرفة على مستشفي بيليفو.
1899 - تنشئ اليابان نظاما للترخيص لفنيي التمريض الحديثين مع إدخال قانون القابلات.
1899 - تذهب آنا إ. تيرنر  إلى كوبا على متن قارب للماشية مع تسعة ممرضات أخريات للعمل لمدة سنتين في مستشفى الحمى الصفراء في هافانا.
1899 - يتم تشكيل المجلس الدولي للممرضات.
1899 - تأسست جمعية الممرضات المدربين الأستراليين في نيو ساوث ويلز.
1899-1902 - خلال حرب البوير في جنوب أفريقيا 1899-1902، يعمل ممرضون من كندا وأستراليا ونيوزيلندا كمواطنين خاصين أو مع قوات التمريض البريطانية.

## القرن العشرون

### 1909-1900
1900 - ديم أغنس جويندولين هانت، مؤسس تمريض العظام، يفتح منزل النقاهة للأطفال المشلولين في بيت فلورنسا في باشورش الذي يتبنى نظرية غير مثبتة بعد من العلاج في الهواء الطلق.
1901 - أنشئت قوات ممرضة جيش الولايات المتحدة (إن سي)
1901 - نيوزيلندا هي أول بلد ينظم الممرضات على الصعيد الوطني، مع اعتماد قانون تسجيل الممرضات.
1901 - بدأ تسجيل الدولة للممرضات في نيوزيلندا.
1902 - إلين دوغيرتي من نيوزيلندا تصبح أول ممرضة مسجلة في العالم.
1902 - مجلس إدارة مدينة نيويورك يستأجر لينا روجرز ستروثرز كأول ممرضة في أمريكا الشمالية.
1902 - خدمة التمريض العسكرية الإمبراطورية الملكة ألكسندرا تحل محل، من خلال أمر ملكي، خدمة تمريض الجيش.
1903 - صدر قانون أرمسترونغ[ ؟ ] لعام 1903 في نيويورك، مما يتطلب تسجيل الممرضات.
1905 - نصب ممرضات الحرب الإسبانية الأمريكية الممرضة في مقبرة أرلينغتون الوطنية في الولايات المتحدة.
1906 أول مدرسة تمريض بعثة الاتحاد مستشفى تدريب مدرسة للممرضين / مدرسة إلويلو بعثة مستشفى تدريب للممرضات، الآن جامعة الفلبين الوسطى كلية التمريض[ ؟ ]، أنشئت في الفلبين.
1906 - تفتح مدرسة إنهاء الخدمة في كوريا، وهي أول مدارس التدريب.
1908 - تأسست فيلق ممرضة البحرية الأمريكية.
1908 - نشرت مجلة منظمة الممرضين النيوزيلنديين كاي تياكي  لأول مرة.
1908 - يجتمع ممثلو 16 هيئة تمريضية منظمة في أوتاوا لتشكيل الرابطة الوطنية الكندية للممرضات المدربات، والتي ستصبح جمعية الممرضات الكندية في عام 1911.
1908 - سجلت أكينهي هاي كأول ممرضة الماوري.
1909 - تأسست جمعية الممرضين المدربين في نيوزيلندا.
1909 - تم تشكيل خدمة التمريض التابعة للصليب الأحمر الأمريكي.
1909 - جامعة مينيسوتا للتمريض تمنح درجة البكالوريوس الأولى في التمريض، ووضع معيار جديد في تدريب الممرضات.

### 1919-1910
1910 - وفاة فلورنس نايتنغيل في 13 أغسطس في سن ال 90.
1910 - أكينيهي هاي، أول ممرضة ماوري مؤهلة في نيوزيلندا تموت في 28 نوفمبر 1910 بعد إصابتها بالتيفوئيد من أفراد الأسرة.
1914 - عمل ممرضون نيوزيلنديون جنبا إلى جنب مع الممرضين البريطانيين والأستراليين والأمريكيين والكنديين في الحرب العالمية الأولى.
1915 - يتم تنفيذ إديث كافيل من قبل فرقة إطلاق النار الألمانية[ ؟ ] يوم 12 أكتوبر لمساعدة مئات الجنود المتحالفين في الهرب إلى هولندا.
1915 - أنشئت دائرة التمريض في الجيش النيوزيلندي في عام 1915، إلى حد كبير في حث هستر ماكليان (1863-1932).
1916 - تأسست الكلية الملكية للتمريض.
1917 - السيدة أني كاماوها معترف بها كأول ممرضة من هاواي من مدرسة الملكة للتدريب تابعة لمستشفى للممرضات. تم تصميم دبوس لها من قبل الملكة ليليوكالاني وقدم لها من قبل الملكة قبل وفاة الملكة في وقت لاحق من ذلك العام.
1917 - وضعت الرابطة الوطنية منهجا موحدا  لتعليم التمريض.
1918 - منحت لينا هيغبي الصليب البحرية لخدمة متميزة في خط مهنتها وتفاني غير عادي وواضح للواجب كمراقب من سلاح البحرية ممرضة الولايات المتحدة. هي أول امرأة على الإطلاق تحصل على هذا الشرف.
1918 - التحق فرانسيس ريد إليوت كأول أمريكي أفريقي في خدمة التمريض التابعة للصليب الأحمر الأمريكي في 2 يوليو / تموز.
1918 - فازت فيولا بيتوس، الممرضة الأفريقية الأمريكية الأسطورية في تكساس، بالرعاية الشجاعة لضحايا الانفلونزا الإسبانية، بمن فيهم أعضاء كو كلوكس كلان.
1919 - تمرير المملكة المتحدة قانون التمريض لعام 1919، الذي ينص على تسجيل الممرضين، لكنه لن يصبح ساري المفعول حتى عام 1923. كان الاسم الأول الذي تم إدخاله في السجل كما سرن 001 هو إثيل غوردون فينويك.

### العشرينيات
1921 - تقبلت صوفي مانرهايم، وهي رائدة في التمريض الحديث في فنلندا، رئاسة الصليب الأحمر الفنلندي.
1922 - تم تأسيس جمعية الممرضين الفلبينيين. تم قبول الاتحاد الوطني الاتحادي كعضو في المجلس الدولي للممرضات (إن) في عام 1929.(إف إن أ) التي أعيدت تسميتها جمعية الممرضات الفلبينية (السلطة الوطنية الفلسطينية) في عام 1962 لا تزال تتمسك برؤيتها للنهوض بالمثل والروح من مهنة التمريض في البلاد والفوز للمهنة بالاحترام والاعتراف من المجتمع الدولي.
1923 - يصبح قانون التمريض لعام 1919 ساري المفعول وإثيل غوردون فينويك هي الممرضة الأولى المسجلة في المملكة المتحدة.
1923 - مدرسة ييل للتمريض تصبح أول مدرسة للتمريض لاعتماد توصيات لجنة روكفلر للمناهج الدراسية على أساس خطة تعليمية بدلا من احتياجات خدمة المستشفى.
1923 - ماري بريكينريدج، مؤسسة خدمة التمريض الحدودية، تسافر 700 ميل على ظهر الخيل بحثا عن الاحتياجات الصحية للكنتوكيين في المناطق الريفية.
1923 - أطلقت أول مؤسسة للتعليم العالي البرازيلية للتمريض، اسمها رائدة التمريض آنا نيري، في ريو دي جانيرو من قبل كارلوس شاغاس، بهدف تنفيذ «نموذج العندليب» على الصعيد الوطني.
1925 - حاولت نيوزيلندا الحصول على برنامج تمريض في جامعة أوتاجو. (كريسب، تايلور، دوغلاس وريبيرو، 2013).
1926 - 20 يوليو تم تعيين شقيقة نيوزيلندا الأولى من قبل المجلس في مستشفى أوكلاند في نيوزيلندا.
1929 - تأسست جمعية التمريض اليابانية.

### الثلاثينيات
1931 - تم تصوير فيلم ذي فرونتيد فرونتيه، فيلم وثائقي عن خدمة التمريض الحدودية في كنتاكي.
1933 - بدأ التسجيل التمريضي في إقليم العاصمة الأسترالية.
1937 - الأخت إليزابيث كيني تنشر كتابها الأول، شلل الأطفال والشلل الدماغي: طريقة استعادة الوظيفة.
1938 - نصب الممرضات التذكارية في مقبرة أرلينغتون الوطنية في القسم 21 («قسم الممرضين») لتكريم الممرضين الذين خدموا في القوات المسلحة خلال الحرب العالمية الأولى. ودفن أكثر من 600 ممرضة في أرلنغتون.
1939 - بدأ تسجيل مساعدي التمريض في نيوزيلندا

### الحرب العالمية الثانية
ممرضة البحرية الأمريكية أطلق سراحهن على متن السفينة يو إس إس بييفولنس، 1945.
1945-1939 - يخدم الممرضون العسكريون والبحريون من بلدان عديدة خارج بلدانهم.
1945-1941 - أكثر من 59,000 امرأة أمريكية تخدم في سلاح ممرضة الجيش الأمريكي.
1945-1941 - أكثر من 11000 امرأة تخدمن في ممرضة البحرية الأمريكية.
1942 - مذبحة جزيرة بانكا: تم تنفيذ 20 محاكمة إعدام للممرضات الأستراليات، الناجيات من سفينة مفخخة وغارقة، بواسطة حربة أو مدفع رشاش من قبل جنود الجيش الإمبراطوري الياباني في 16 فبراير.
تعمل الخدمة النسائية الطبية للجيش الأسترالي (آموس) عام 1942 حتى عام 1951. يعمل ممرضوها في المستشفيات العسكرية في الشرق الأوسط وأستراليا ومع قوة الاحتلال الكومنولث البريطاني في اليابان. في عام 1951، اندمجت في سلاح الأسترالي الجيش الملكي الأسترالي.

### الأربعينيات
1942 - يوصي تقرير بيفيريدج بالرعاية الصحية الشاملة الممولة من خلال التأمين الوطني.
1943 - عينت ماري إليزابيث لانكستر (كارنيجي) مديرا بالنيابة لشعبة التمريض في معهد هامبتون في هامبتون بولاية فرجينيا. من خلال توجيهها يتم إنشاء أول برنامج التمريض البكالوريا في كومنولث فيرجينيا.
1943 - كانت ولاية ديلاوير الجنوبية أول من اعترف بتمريض الممرضات من أصل أفريقي كأعضاء ممرضات.
1944 - تم افتتاح وحدة لودفيغ غوتمانز العمود الفقري في ستوك مانديفيل رسميا في 1 فبراير مع مريض واحد وستة وعشرين سريرا.
1944 - تم إنشاء أول برنامج للتمريض البكالوريا في كومنولث فيرجينيا في كلية التمريض في جامعة هامبتون.
1948- أنشئ أول برنامج للتمريض البكالوريا في ولاية ألاباما في جامعة توسكيجي تحت قيادة الدكتور ليليان ه. هارفي، عميد الكلية.
1948 - أطلقت دائرة الصحة الوطنية في 5 يوليو / تموز.
1949 - ماري إليزابيث كارنيجي هي أول شخص أسود ينتخب لمجلس إدارة جمعية ممرضات فلوريدا مع الحق في الكلام والتصويت.
1949 - تشكيل كلية التمريض في أستراليا.

### الخمسينيات
1951 - الجمعية الوطنية للممرضين من خريجي الجامعات الملونة تدمج مع جمعية الممرضين الأميركيين.
1951 - ينضم الذكور إلى المملكة المتحدة في نفس السجل للممرضات كإناث للمرة الأولى.
1951 - أنشأت الرابطة الوطنية لتدريب الممرضين العمليين والخدمة (62) مع منظمات التمريض المهنية ووزارة التربية والتعليم الأمريكية معايير التمريض المهني للتعليم، وتم إنشاء مستوى التمريض في لين / لن في الولايات المتحدة.
1952 - إدخال المهدئات يحول تمريض الصحة العقلية.
1952 - هيلديغارد بيبلاو يعرض نظرية العلاقات الشخصية.
1953 - تم تأسيس جمعية الممرضات الوطنية للطلاب.
1954 - واحدة من أولى برامج الدكتوراه في التمريض وتقدم في جامعة بيتسبرغ.
1955 - إليزابيث ليبفورد كينت تصبح أول أمريكية أفريقية تحصل على درجة الدكتوراه في التمريض.
1956 - كلية جامعة كولومبيا للتمريض هي الأولى في الولايات المتحدة لمنح درجة الماجستير في تخصص التمريض السريري.

### الستينيات
1960 - أنشئت أول وحدة للرعاية المركزة لحديثي الولادة.
1960 - قسم دراسات التمريض في جامعة أدنبرة يبدأ الدرجة الأولى في التمريض.
1963 - روبي برادلي يتقاعد من فيلق ممرضة الجيش الأمريكي مع 34 ميدالية واستشهادات للشجاعة.
1965 - إنشاء أول دور للتمرس بالتمريض (إن بي)، التي وضعتها معا ممرضة وطبيب في جامعة كولورادو.
1965 - حكمت محكمة يابانية على اللائحة المتعلقة بالتحولات الليلية للممرضات، وتقييدها لمدة 8 أيام في الشهر، وحظر التحولات الليلية لشخص واحد تماما.
1966 - تم تغيير اسم جمعية الممرضات الفلبينية باسم جمعية الممرضات الفلبينيات.
1967 - تقرير السلمون يوصي بإعادة تنظيم إدارة الصحة الوطنية، مما أدى في نهاية المطاف إلى إلغاء المارونات.
1967 - يصبح إنهاء الحمل قانونيا في المملكة المتحدة بموجب قانون الإجهاض لعام 1967.
1967 - ديم سيسيلي سوندرز تضع أول مستشفى في ضاحية لندن.
1967 - التمريض النيوزيلندي يخضع لتغييرات من كونه مستندة إلى المستشفيات أبرنتيشيبس لمؤسسات التعليم العالي.
1969 - السيدة سيسيلي سوندرز هي متحدث ضيف في جامعة ييل بدعوة من فلورنس والد، عميد كلية ييل للتمريض.

### السبعينيات
1971 - صدر تقرير كاربنتر، وكان هذا الاستعراض الذي صدر عن نيوزيلندا تركزت حول نظام التعليم التمريضي، ودعا التقرير إلى تدريب الممرضات في بيئة تعليمية. غير أن الحكومة قررت أن جامعات بوليتشس لم تكن أكثر ملاءمة لهذا، ولكن العواقب المترتبة على ذلك هي أن الممرضات كانت فقط في مستوى الدبلوم وليس في مستوى درجة أعلى.
1973 - تقدم كلية كرايستشيرش وولينغتون للفنون التطبيقية التعليم التمريضي على مستوى الدبلوم. ماسي وجامعات فيكتوريا (ولينغتون) تبدأ درجة البكالوريوس بعد التسجيل.
1974 - عميد كلية التمريض في جامعة فلورنسا فلورنس والد إت آل. وجدت كونيتيكت تكية، وإطلاق حركة تكية في الولايات المتحدة.
1974 - تم تقديم التعريف الكلاسيكي للصحة الذي عانى لسنوات عديدة من قبل منظمة الصحة العالمية.
1975 - برنامج دبلوم التمريض الأول في أستراليا في كلية التعليم المتقدم (ساي) في ملبورن، تليها بسرعة البرامج في نيو ساوث ويلز وجنوب أستراليا وغرب أستراليا.
1976 - أول برنامج لدرجة الماجستير في التمريض لكلية أو جامعة بلاك التاريخية (إتش بي سي يو) تأسست في كلية جامعة هامبتون للتمريض.
1976 - بدأت دراسة صحة الممرضات.
1976 - نشرت نظرية روي التكيف، شقيقة كاليستا روت نظرية التمريض.
1977 - تم إنشاء أرشيف التمريض م. إليزابيث كارنيجي من قبل الدكتورة باتريشيا إ. سلون في كلية هامبتون الجامعية للتمريض. هذا هو المستودع الوحيد لتذكارات الممرضات الأقلية في الولايات المتحدة. يركز الأرشيف على الممرضات من أصل أفريقي.
1978 - إستل ماسي أوسبورن تصبح أول ممرضة سوداء يتم إدخالها كزميل فخري في الأكاديمية الأمريكية للتمريض.
1978 - باربرا نيكولز هي أول ممرضة سوداء تنتخب رئيسا للجمعية الممرضة الأمريكية.
1978 - إليزابيث كارنيجي هي أول امرأة سوداء ينتخب رئيسا للأكاديمية الأمريكية للتمريض.
1979 - تم تأسيس التكرار الأول للدكتوراه الإكلينيكية، وهو دكتوراه تمريض (إن دي)، في جامعة كيس ويسترن ريزيرف.
1979 - نشر كتاب الدكتور واتسون الأول، استنادا إلى نظريتها للرعاية.

### الثمانينيات
الثمانينيات - في الولايات المتحدة أصبحت درجة (إم إس إن) على الدرجة المطلوبة للحصول على شهادة الممرضة الممارسة المتقدمة. تم تجنيد الممرضات الممارسات مع شهادات في. الجمعية الأمريكية لممرضات التخدير (أ أ إن أ) أولا طلب درجة الماجستير من أجل الجلوس للمجالس في عام 1999.
1980 - فيولا ديفيس براون من كنتاكي هي أول ممرضة أمريكية أفريقية تقود مكتبا حكوميا للتمريض الصحي العام في الولايات المتحدة.
1980 - نشرت روبر، لوغان وتيرني نموذج التمريض، استنادا إلى أنشطة الحياة اليومية.
1982 - تم إنشاء صندوق فلورنس نايتنجيل حيث كان لديهم رسائل فلورنسا نايتنغاليس، والتحف والمنشورات أصبحت قابلة للعرض للجمهور ومحمية في 'متحف فلورنس نايتنغيل '.
1983 - تبرز أهمية حقوق الإنسان في التمريض في بيان اعتمده المجلس الدولي للممرضات.
1983 - تصبح (يو كي سي سي) الهيئة التنظيمية الجديدة للمهنة في المملكة المتحدة.
1984 - في إطار خطة الحكومة الاتحادية الأسترالية، اعتمد التعليم العالي لجميع الممرضات الأستراليات.
1985 - قدمت ملكة جمال فيرجينيا هندرسون مع أول جائزة كريستيان ريمان من قبل المجلس الدولي للممرضين في يونيو.
1988 - تطور أني كيسي  نموذج التمريض الذي يركز على الطفل أثناء العمل كممرضة الأورام للأطفال في لندن.
1989 - تبدأ دراسة صحة الممرضات 2.

### التسعينيات
1990 - عيد ميلاد فلورنس نايتنجيل (12 مايو) هو يوم التمريض الرسمي في اليابان.
1992 - إدي بيرنيس جونسون هي الممرضة الأولى المنتخبة لل<دكونغرس الأمريكي.
1993 - بعد الإصلاحات في عام 1993، يتغير تعليم التمريض في السويد من التدريب المهني إلى التعليم الأكاديمي.
1999 - إلنورا د. دانيال هو أول ممرضة سوداء منتخبة رئيسا لجامعة رئيسية، جامعة ولاية شيكاغو.
1999 - أول طبيب في برنامج درجة الفلسفة في التمريض من كلية تاريخية سوداء أو جامعة (إتش بي سي يو) تأسست في جامعة هامبتون كلية التمريض. هذا البرنامج الخاص بالدكتوراه فريد من نوعه من حيث أنه هو برنامج الدكتوراه الوحيد في البلاد الذي يركز على الأسرة وبحوث التمريض ذات الصلة بالأسرة.

1999 -
أنا أعتبر الرعاية «وسيلة رعايه لربط» قيمة «أخرى نحو شخص يشعر بشعور شخصي من الالتزام والمسؤولية».
- (سوانسون 1991)، صفحة 162
1999 - إضراب الممرضات والقابلات لمدة 9 أيام في أيرلندا.

## القرن الحادي والعشرون

### 2009-2000
2002 - مجلس التمريض والقبالة يسيطر على (يو كيه كيه سي) باعتبارها الهيئة التنظيمية في المملكة المتحدة.
2003 - أصدرت وزارة الصحة النيوزيلندية وثيقة إطار الرعاية الصحية الأولية.
2004 - الجمعية الأمريكية لكليات التمريض (أ أ سي إن) توصي بأن جميع الممرضات الممارسات المتقدمات يحصلن على درجة الدكتوراه في التمريض.
2004 - أصبح قانون ضمان كفاءة ممارسي الصحة في نيوزيلندا (2003) في السلطة الكاملة في 18 أيلول / سبتمبر. هذا يشمل متطلبات الممرضات للحصول على الكفاءات الحالية المتعلقة بنطاق ممارستهن.
2004 - بدأ المجلس الوطني للمجالس الحكومية للتمريض ترخيص التمريض الذي يسمح ل (أر إن) الذي يحمل رخصة في دولة واحدة مدمجة (الولايات المتحدة الأمريكية)، للعمل في دولة مدمجة أخرى دون الحصول على رخصة تلك الدولة. (As of 2015
(اعتبارا من عام 2015 هناك أربع وعشرون دولة مدمجة وأربعة مع التشريعات المعلقة للانضمام).
2007 - يعقد المؤتمر الدولي المعني بالبيئة والتنمية في يوكوهاما.
2008 - المجلس الوطني لمجالس الدولة للتمريض (إن سي إس بي إن) يصدر التقرير النهائي: «(إن سي إس بي إن) نموذج توافق الآراء للوائح أبرن: الترخيص والاعتماد، الشهادة والتعليم».
2009 - مؤسسة كارنيجي تطلق نتائج دراستها لتعليم التمريض، «تعليم الممرضات: دعوة للتحول الجذري».
2010 - يصدر معهد مستقبل التمريض (أي إف إن)  توصيات قائمة على الأدلة لقيادة التغيير من أجل تحسين الرعاية الصحية."The Future of Nursing: Leading Change, Advancing Health". iom.edu. مؤرشف من الأصل في 2015-02-11.</ref>
2010 - بدأ سريان تسجيل وطني لجميع الممرضات والقابلات في أستراليا في يوليو / تموز.